# Alexandre Lapandry

a Compétitions nationales et continentales officielles uniquement.

b Matchs officiels uniquement.
Dernière mise à jour le 20 avril 2025.
Alexandre Lapandry, né le 13 avril 1989 à Paray-le-Monial (Saône-et-Loire), est un joueur international français de rugby à XV. Il évolue au poste de troisième ligne aile au sein du club français de l'ASM Clermont Auvergne de 2008 à 2022.
Avec l'ASM Clermont Auvergne, il devient champion de France en 2010 et 2017 et remporte le Challenge européen en 2019. Avec le XV de France, il remporte le Tournoi des Six Nations 2010.

## Biographie

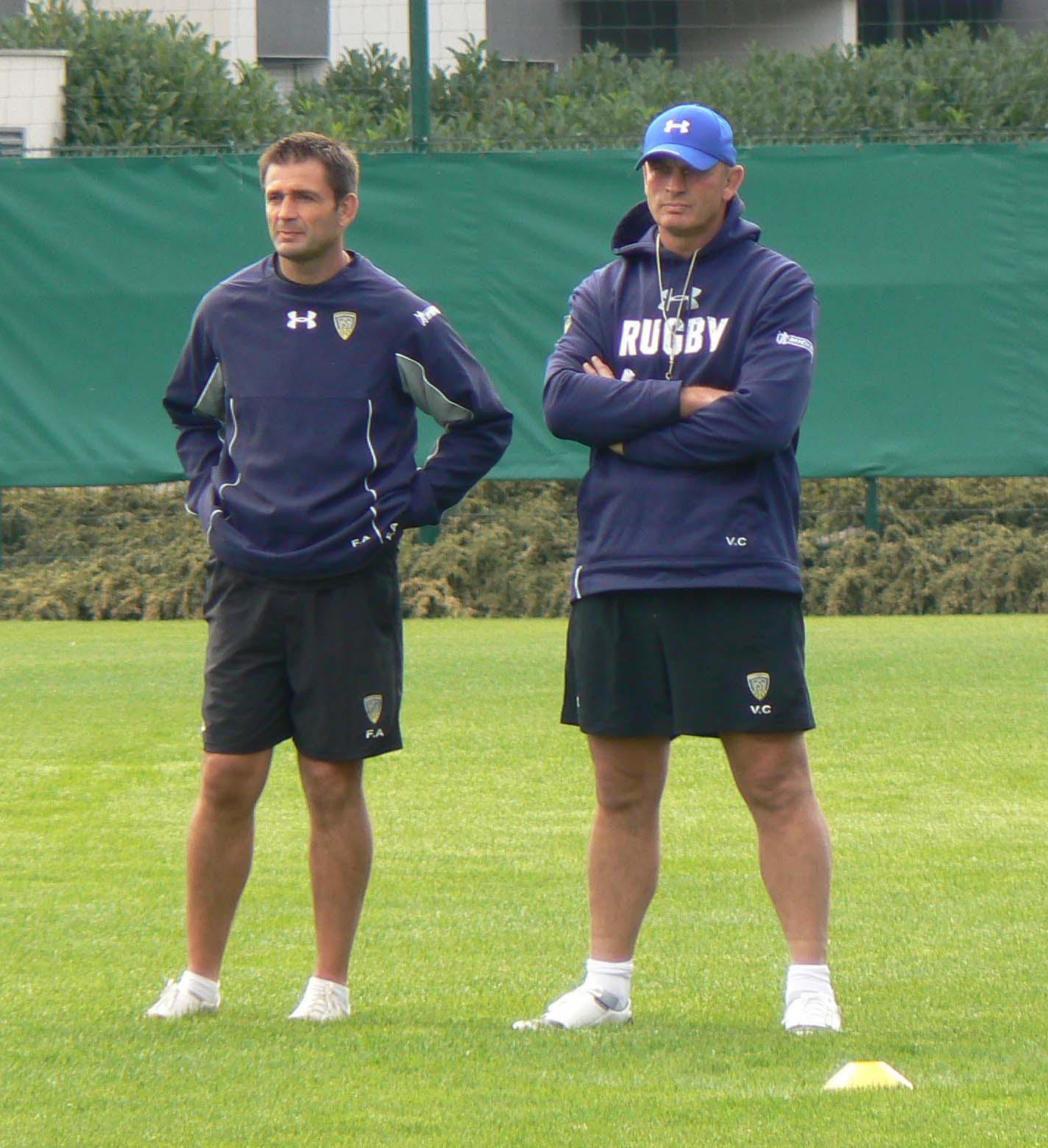
Alexandre Lapandry est entraîné par Vern Cotter (à droite) de 2008 à 2014 et par Franck Azéma (à gauche) de 2010 à 2021.

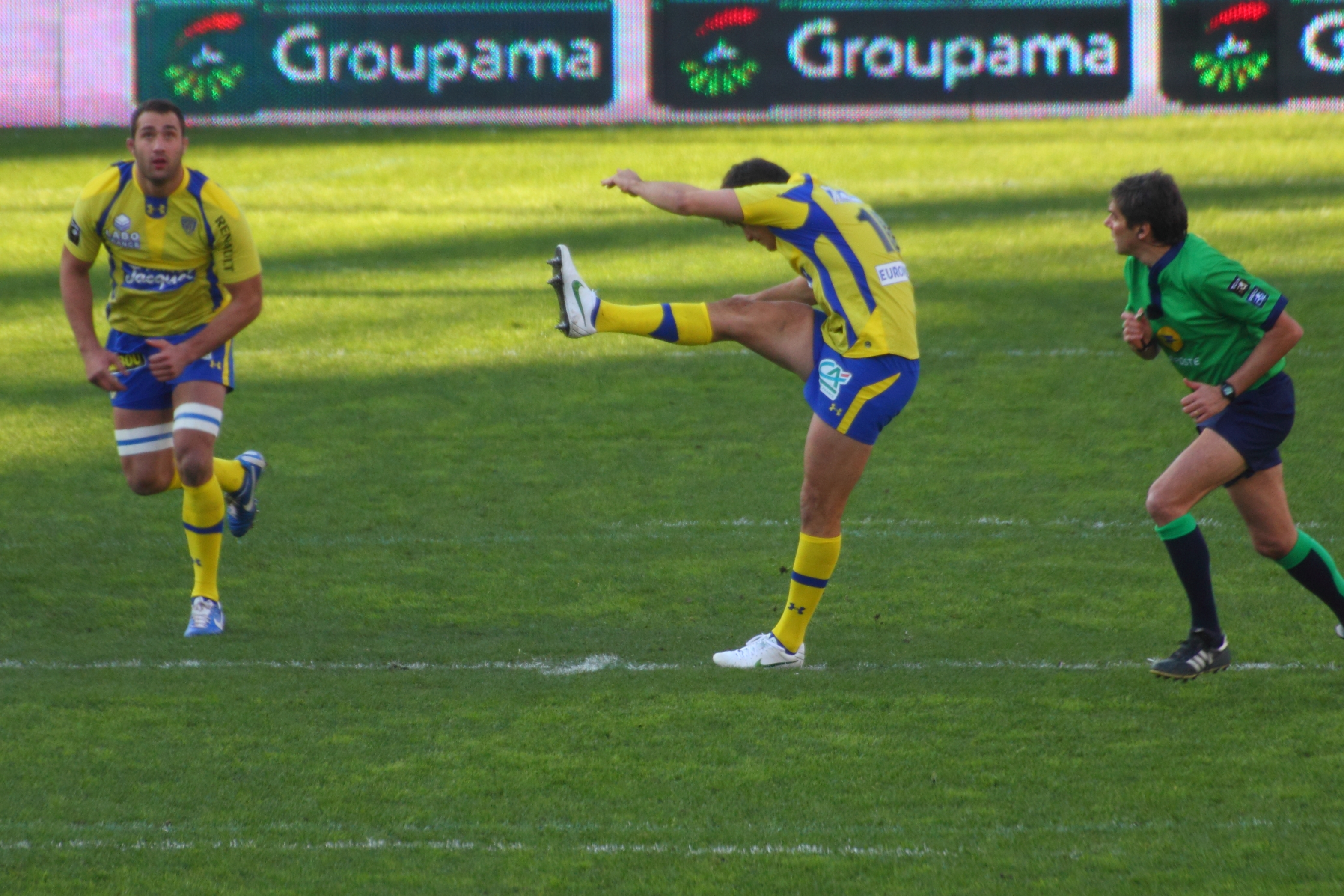
Alexandre Lapandry, à gauche, en 2012, en soutien de David Skrela lors du match opposant l'ASM et le Stade toulousain.

Issu du centre de formation de l'ASM Clermont Auvergne, il fait ses débuts chez les seniors en 2008.
En 2009, il est le capitaine de l'équipe de France des moins de 20 ans. L'équipe gagne le Tournoi des Six Nations des moins de 20 ans puis termine 5e de la coupe du monde junior.
Il honore sa première sélection en équipe nationale l'année suivante. À nouveau appelé avec le XV de France à l'occasion du Tournoi des Six Nations 2010, il contribue à la victoire des Bleus et à la réalisation du Grand Chelem. La même année, il remporte le Championnat de France avec l'ASM Clermont Auvergne.
Victime d'une commotion cérébrale le 18 octobre 2020, il ne reprend pas la compétition et est réduit à l’inactivité sportive.
Il est licencié par l'ASM en novembre 2022 après l'avis de la médecine du travail qui le considère inapte à jouer. Le 5 décembre 2022, il annonce prendre sa retraite sportive, deux ans après son dernier match avec l'ASM. Par ailleurs, il annonce attaquer l'ASM en justice pour « mise en danger de la vie d'autrui » et « faits de violences psychologiques et de harcèlement », pour l'avoir fait reprendre l'entraînement alors qu'il n'avait pas totalement repris de sa commotion notamment,. Finalement, en août 2023, la fin du litige entre le club et Alexandre Lapandry est annoncé à la suite d'un accord à l'amiable entre toutes les parties. Il est alors honoré au stade Marcel-Michelin, en ouverture de la saison de Top 14, pour toutes ses années passées au club.
À partir de la saison 2024-2025, il devient entraîneur des avants, et plus particulièrement de la touche, du club de Fédérale 1 de l'US Issoire, remplaçant Christophe Samson. En janvier 2025, il est annoncé qu'il quitte son poste à l'ssue de la saison afin de se consacrer à sa famille et à sa reconversion professionnelle.

## Palmarès
En 2009, il est le capitaine de l'équipe victorieuse du Tournoi des Six Nations des moins de 20 ans.
À 21 ans seulement, Alexandre Lapandry a remporté deux titres majeurs, l'un en équipe nationale et l'autre en club. Avec le XV de France, il remporte le Tournoi des Six Nations 2010 en réalisant le Grand Chelem. La même année, il devient champion de France avec l'ASM Clermont Auvergne.
Il est à nouveau champion de France avec l'ASM en 2017 même s'il ne participe pas à la demi-finale et à la finale du championnat au terme d'une saison très aboutie de sa part.
ASM Clermont Auvergne
- Championnat de France :  
  - Champion (2) : 2010 et 2017
  - Finaliste (3) : 2009, 2015 et 2019
- Challenge européen : 
  - Vainqueur (1) : 2019
- Championnat de France espoirs de rugby :
  - Finaliste (1) : 2009

## Statistiques

### En club
De 2008 à 2020, Alexandre Lapandry a disputé 60 matches dans les deux compétitions européennes au cours desquelles il a inscrit 8 essais.

### En équipe nationale
De 2009 à 2017, Alexandre Lapandry a disputé treize matches avec l'équipe de France au cours desquels il a inscrit deux 2 essais. Il a notamment participé aux Tournois des Six Nations 2010, 2011 et 2014.

#### Tournoi des Six Nations
| Édition          | Rang | Résultats France | Résultats A. Lapandry | Matchs A. Lapandry |
| Six Nations 2010 | 1    | 5 v, 0 n, 0 d    | 3 v, 0 n, 0 d         | 3/5                |
| Six Nations 2011 | 2    | 3 v, 0 n, 2 d    | 1 v, 0 n, 0 d         | 1/5                |
| Six Nations 2014 | 4    | 3 v, 0 n, 2 d    | 1 v, 0 n, 1 d         | 2/5                |

Légende : v = victoire ; n = match nul ; d = défaite ; la ligne est en gras quand il y a Grand Chelem.